# 伍茲伯勒 (馬里蘭州)
伍茲伯勒（英語：Woodsboro）是一個位於美國馬里蘭州弗雷德里克縣的市鎮。

## 人口
根據2020年美國人口普查的數據，伍茲伯勒的面積為1.84平方千米，當中陸地面積為1.83平方千米，而水域面積為0.01平方千米。當地共有人口1092人，而人口密度為每平方千米593人。